# ブラック・インディアン
ブラック・インディアンは、アフリカ黒人とアメリカ・インディアン両方に祖先を持つ人間、またはアメリカ・インディアンに同化して生活してきたアメリカ黒人などを指す。

## インディアンと黒人の関係
現在アメリカ本土で暮らす黒人の約40%がインディアンの祖先を持つと言われている。アフリカ黒人奴隷は合衆国に連れてこられたのち、特にアメリカ南部では逃亡奴隷となって、セミノール族などのインディアン部族に迎え入れられ、インディアン戦争を助け、彼らとの間で文化交易や混血の歴史を歩んできた。インディアン起源のいくつかの習俗は、アフリカ黒人社会に古くから取り込まれ、文化として現在まで根付いている。両者はアメリカ合衆国黎明期から根本的な生活文化レベルで最も密接に係わり合いを持ってきた民族でもある。
インディアンと黒人の関係は良好または緊張の2面性を持つ。インディアンの中にも、黒人を受け入れるグループとそうでないグループがある。多数派の白人アメリカ社会に同化したインディアンなどで、白人の立場から黒人を扱おうとする者もいる。19世紀には白人主人から逃亡した黒人奴隷が、インディアングループに捕らえられ、またしても奴隷にされるという事実もあったようだ。（後の1930年代に、WPAの伝統口承史を保存するプロジェクトでこのことが詳しく述べられている。）しかし、上述のように合衆国が領土拡大の為に元々住んでいたインディアン達を駆逐していく中で、インディアンと黒人は時に結束して抵抗運動をすることもあった。さらに抵抗運動の対象は奴隷制や人種差別にまで広がった。
現在、インディアンと黒人の間でお互いの理解と協力を促進するあらゆる努力がなされている。両民族同士の結婚は今も健在である。しかし、インディアンの儀式において重要な「踊り」のリズム感の違いが、両者を隔てる大きな要素ともなっている。インディアンの踊りはステップを踏む「縦ノリ」なのに対し、ブラックインディアンの踊りは、黒人由来の腰を振る「横ノリ」なのである。彼らが踊りに参入すれば、重要な踊りの作法はまったく狂ってしまうのである。
「ブラック・インディアン」として知られる人物は、実際にインディアン伝統文化の影響の強い環境で育っている。黒人家族たちが代々受け継ぐインディアンの口承史話も、DNAテストの裏づけなどから信憑性は高いといわれている。またブラック・インディアンの中でインディアンコミュニティーに帰属を求める者の多かった流れを受けてチェロキー族は2006年、約1,000人の黒人系アメリカ人をチェロキーの正式メンバーとして認めている。1970年代には、この帰属は認められていなかった。

## インディアンの血をひく黒人
- バラク・オバマ
- Crispus Attucks
- フレデリック・ダグラス
- John Mercer Langston
- Bass Reeves
- James Beckwourth
- ジョセフィン・ベーカー
- マーティン・ルーサー・キング・ジュニア
- クリストファー・ジャッジ
- Della Reese
- Willie Stargell
- ジェームズ・アール・ジョーンズ
- Salli Richardson
- ウーピー・ゴールドバーグ
- ティナ・ターナー
- Eazy-E
- ジミ・ヘンドリックス
- オプラ・ウィンフリー
- クリス・タッカー
- ゲーム
- ビヨンセ
- アリーヤ
- タイガー・ウッズ
- ビッグ・レッド
- チャカ・カーン
- ジャネット・ジャクソン
- マイケル・ジャクソン
- Traci Bingham
- Stacey Dash